# Betico Croes Dag

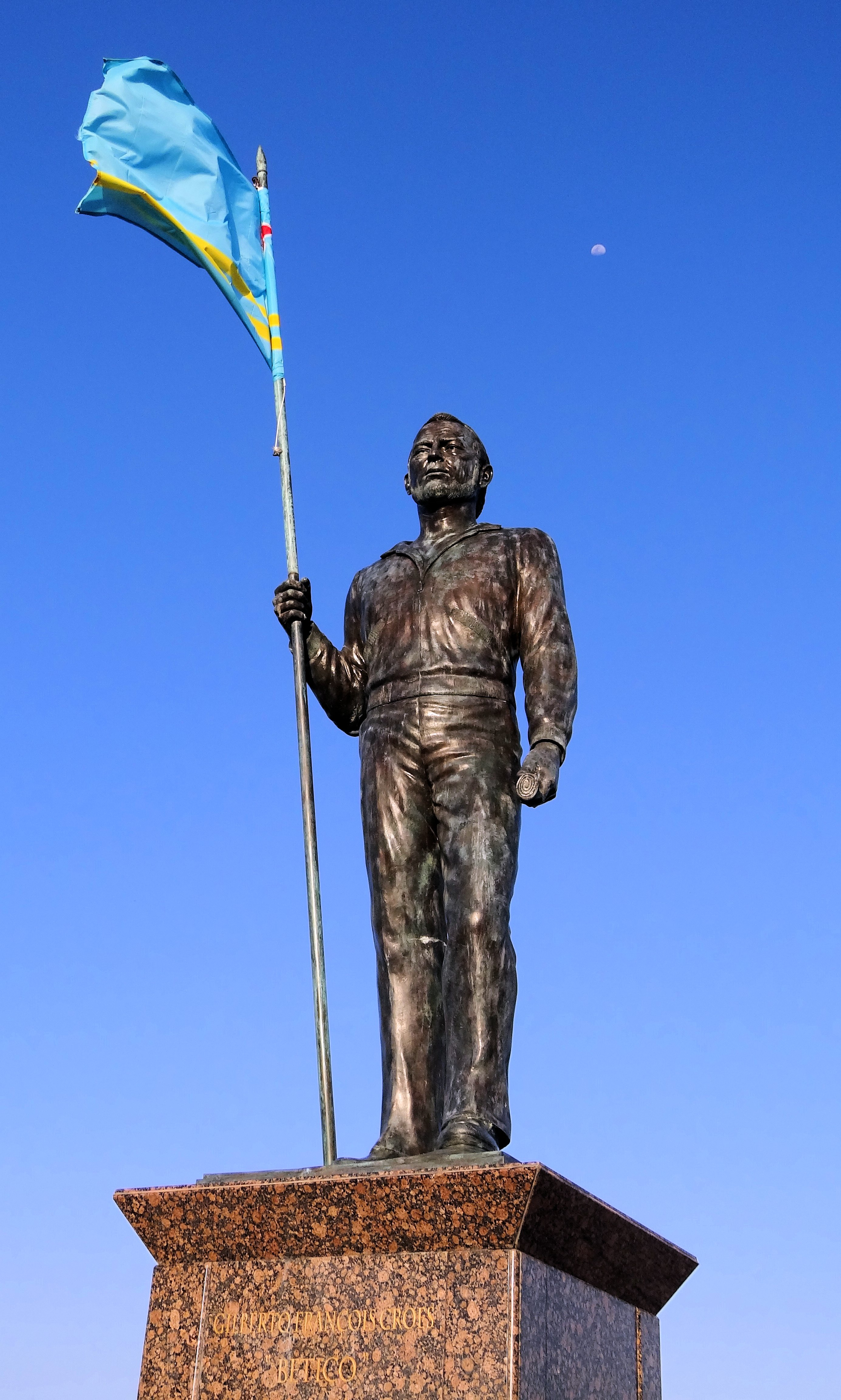
Standbeeld van G.F. (Betico) Croes op Plaza Betico Croes in Oranjestad

Betico Croes Dag (Papiaments: Dia di Betico) is op Aruba een feestdag die jaarlijks op 25 januari wordt gevierd. Het is de geboortedag van hun "stamvader", Gilberto Francois Croes, bijgenaamd "Betico", en was de belangrijkste leider van de beweging om Aruba een aparte status binnen het Koninkrijk der Nederlanden te verwerven. Sinds zijn overlijden in 1986 wordt er op zijn geboortedatum stilgestaan bij zijn nagedachtenis.
Vanaf 1993 geldt Dia di Betico als een officiële feestdag op Aruba. Naast een protocolaire ceremonie op Plaza Betico Croes in Oranjestad worden er over het eiland verspreid recreatie- en sportactiviteiten gehouden, waaronder de "Betico Loop". Dit is een hardloopwedstrijd op 10 en 6 km, die sedert 1995 gehouden wordt met maximaal 500 deelnemers in verschillende leeftijdsklassen. Op Curaçao en Bonaire wordt Dia di Betico op kleinere schaal gevierd door de aldaar woonachtige Arubanen. 